# Estação Vila Formosa
A Estação Vila Formosa é uma futura estação da Linha 2–Verde do metrô da cidade brasileira de São Paulo. Está prevista para ser entregue no segundo semestre de 2027 e ficará localizada na confluência da Avenida Doutor Eduardo Cotching e da rua Tauandê, no bairro de Vila Formosa, distrito homônimo, na Zona Leste de São Paulo. A estação faz parte do projeto do Governo do Estado de expandir a linha até a estação Dutra, em Guarulhos, estando contida na primeira fase da expansão, que irá até a Estação Penha (onde se conectará com as linhas 3–Vermelha do Metrô e 11–Coral do Trem Metropolitano).

## História
Em 1995 o governo do estado de São Paulo lançou o Programa Integrado de Transportes Urbanos (Pitu), que inicialmente tinha metas de dez anos para o desenvolvimento da rede de transporte. Posteriormente o programa foi transformado no Plano Integrado de Transportes Urbanos e passou a considerar a implantação de uma rede integrada de transportes até o horizonte 2020. Dentre os vários projetos de expansão do Metrô existentes no Pitu 2020, encontrava-se o de expansão da Linha 2-Verde entre Ana Rosa e São Miguel Paulista e a implantação de uma nova linha em arco entre São Mateus e o Rio Pequeno, passando pela Zona Norte de São Paulo. Essas duas linhas se cruzariam na estação Vila Formosa, sendo essa a primeira estação projetada para o distrito homônimo. Apesar de apresentado em 1999, o projeto não saiu do papel por conta das Crise financeira asiática de 1997, Crise financeira na Rússia em 1998 e Desvalorização do real em 1999 que acabaram impedindo o financiamento de grandes projetos de mobilidade urbana mundo afora.
No início da década de 2000 o Metrô realizou dois projetos chamados Rede Azul e Rede Distributiva. Ambos previam a construção de uma estação Vila Formosa. Em ambos os planos, a localização da estação era diferente do projeto atualmente em implantação. O plano Pitu foi atualizado em dezembro de 2006, prevendo-se o horizonte 2025. A estação Vila Formosa acabou retirada do plano, que teve apenas partes de suas propostas implantadas
O projeto atual remete a meados de 2009, quando foi estudada a ampliação da Linha 2-Verde entre Vila Prudente e a Zona Leste de São Paulo. Após o estudo das alternativas de terminal no Tatuapé e na Penha, a segunda opção foi escolhida e o projeto passou a ser desenvolvido. No novo projeto a estação Vila Formosa é reapresentada, possuindo um terminal de ônibus anexo para receber linhas do corredores viários formado pelas avenidas Doutor Eduardo Cotching e João XXIII. 
A licitação para a realização das obras de expansão da Linha 2-Verde, incluindo a estação Vila Formosa, foram realizadas em setembro de 2014:
| Lote/contrato              | Trecho | Empresas                    | Custo previsto      | Prazo          |
| -------------------------- | --- | --------------------------- | ------------------- | -------------- |
| 1 / - TC 4138221301 (2014) | Estação Vila Formosa - Túnel de via dupla em TBM monotubo; Túnel NATM estacionamento Rapadura; poço Madri; poço Cestari; poço João Prioste; poço Julio Colaço; poço Soares Neiva; poço Rapadura; terminal de ônibus; superestrutura de via permanente do túnel de via, de estacionamentos e das estações entre o prolongamento existente após a Estação Vila Prudente (exclusive) e a Estação Penha (exclusive); | Galvão Engenharia e Somague | R$ 1.474.084.404,05 | meados de 2027 |

Apesar da expectativa de lançamento das obras em 2014, a ordem de serviço foi congelada durante quase seis anos por conta da crise político-econômica no Brasil de 2014 a 2018. Nesses anos foram realizadas as desapropriações e a demolição dos imóveis e limpeza dos terrenos. A paralisação dos trabalhos causou protestos na imprensa local e na sociedade.
No dia 17 de janeiro de 2020 a ordem de serviço foi emitida. A Pandemia de COVID-19 no estado de São Paulo atrasou o início da montagem do canteiro de obras, iniciada apenas em 8 de junho. Ainda assim, a obra depende de um financiamento de 550 milhões de dólares em fase de contratação pelo governo do estado de São Paulo junto ao Banco de Desenvolvimento da América Latina e que precisa ser aprovado pelo governo federal.
Em 29 de fevereiro de 2024, a Tuneladora ''Cora Coralina'', mais conhecida como ''Tatuzão'', chegou à Estação Vila Formosa.